# Ostha cambogialis
Ostha cambogialis là một loài bướm đêm trong họ Noctuidae.